# Enterprise Plaza
Enterprise Plaza ist ein im Jahr 1980 fertiggestellter Wolkenkratzer in Houston und aktuell mit einer Höhe von 230 Metern das sechsthöchste Gebäude der Stadt. Entworfen wurde der 55 Stockwerke umfassende Büroturm von dem bekannten Architekturbüro Skidmore, Owings and Merrill. Es wurden 27 Aufzüge im Turm installiert. Die Adresse lautet 1100 Louisiana Street, Houston, TX.